# Almyra (Arkansas)
Almyra est une municipalité du comté d'Arkansas, dans l'État de l'Arkansas aux États-Unis.

## Démographie
| 1910 | 1920 | 1930 | 1940 | 1950 | 1960 |
| ---- | ---- | ---- | ---- | ---- | ---- |
| 252  | 323  | 287  | 233  | 235  | 240  |

| 1970 | 1980 | 1990 | 2000 | 2010 | - |
| ---- | ---- | ---- | ---- | ---- | - |
| 220  | 294  | 311  | 319  | 283  | - |